# Taufkirchen (Mühldorf am Inn járás)
Taufkirchen település Németországban, azon belül Bajorországban. Lakosainak száma 1402 fő (2023. december 31.).

## Népesség
A település népessége az elmúlt években az alábbi módon változott:
| Lakosok száma | 426  | 740  | 1055 | 1184 | 1352 | 1348 | 1358 | 1396 | 1373 | 1402 |
|               | 1875 | 1950 | 1975 | 1987 | 2012 | 2014 | 2016 | 2017 | 2021 | 2023 |